# Charlie Barnet
Charlie Barnet (26. října 1913 New York City, New York, USA – 4. září 1991 San Diego, Kalifornie, USA) byl americký jazzový saxofonista a hudební skladatel. Svou první nahrávací session absolvoval v roce 1933. Největší úspěch měl v první polovině čtyřicátých let, kdy nahrál hity jako například „Cherokee“ a „Skyliner“. Mezi hudebníky, se kterými spolupracoval, patří například Buddy DeFranco, Clark Terry, Oscar Pettiford nebo Roy Eldridge. Svou kariéru ukončil roku 1949 a zemřel v roce 1991 na komplikace s Alzheimerovou chorobou ve věku 77 let.